# 23-й отряд специального назначения «Оберег»
«Оберег» — 23-й отряд специального назначения ВНГ РФ (23 ОСН «Оберег»).
Одной из главных задач отряда является борьба с терроризмом.
На сегодняшний день[когда?], 100 процентов спецназовцев — бойцы, проходящие службу по контракту.

## Задачи
На отряд возлагаются следующие задачи:
- Участие в разоружении и ликвидации незаконных вооружённых формирований, организованных преступных групп, пресечении массовых беспорядков, сопровождающихся вооружённым насилием, изъятии у населения незаконно хранящегося оружия;
- Участие в пресечении актов терроризма;
- Участие в обезвреживании лиц, захвативших заложников, важные государственные объекты, специальные грузы, сооружения на коммуникациях, а также здания органов государственной власти;
- Участие в обеспечении безопасности должностных лиц и отдельных граждан Российской Федерации в соответствии с законодательством Российской Федерации[1].

## История
Отряд специального назначения был образован 17 июля 2002 года как подразделение под названием «Мечел».
Воинская часть 6830 Внутренних войск МВД России. Дислокация: г. Челябинск. Подчинение: Уральское региональное командование.

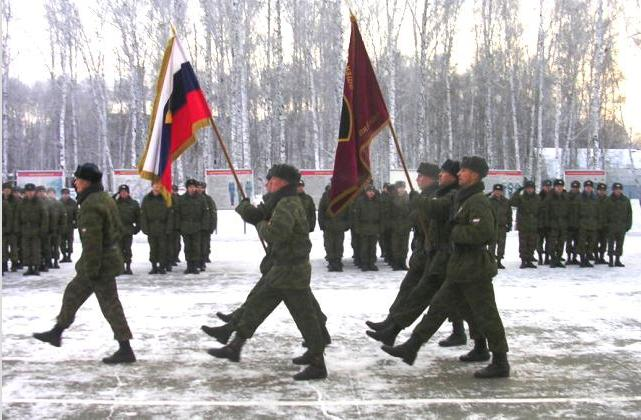
Знамя 23 ОСН "Оберег"
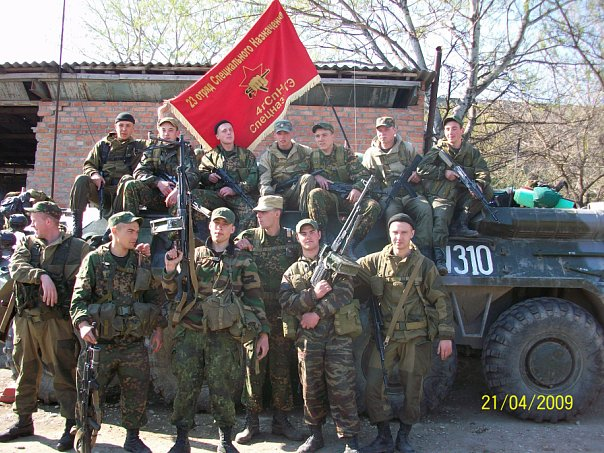
Бойцы отряда в командировке

## Боевой путь

### 2003 год
С 15.02.03 по 15.04.03 г. — участие в проведении КТО на территории Чеченской Республики.

С 22.10.2003 по 14.04.2004 г. — отряд выполнял служебно-боевые задачи по поддержанию конституционного порядка на территории Северо-Кавказского региона Российской Федерации в Чеченской Республике.

В День Спецназа (24 октября) на территории учебного центра п. Саргазы открыт памятник погибшим военнослужащим подразделений специального назначения внутренних войск.

### 2004 год
С 15.10.2003 по 15.04.2004 г. — участие в проведении КТО на территории Северо-Кавказского региона Российской Федерации в Чеченской Республики.

С 17.05.2004 г. по 24.05.2004 г. — ликвидация чрезвычайной ситуации техногенного и природного характера (лесных пожаров) в районе дислокации важного государственного объекта Курганской области.

С 17.09.2004 г. по 20.03.2006 года после событий в Беслане, выполняли задачи по оказанию помощи территориальным органам МВД в охране общественного порядка и общественной безопасности в г. Ставрополь. (ГРОУ по Ставропольскому краю).

### 2005 год
С 15.04.05 по 25.10.05 г. — участие в проведении КТО на территории Чеченской Республики.

С 12.09.05 по 17.09.05 г. — участие в проведении профилактической операции «Пограничное братство 2005» в районе г. Троицка.

### 2006 год
С 12 апреля по 26 ноября резерв отряда выполняет служебно-боевые задачи в составе ОГВ(с) на территории Чеченской республики.

### 2007 год
С 9 июня 2007 по 17 августа 2007 года личный состав отряда представляет Внутренние войска в активной фазе учений «Мирная миссия 2007».

С 20 августа 2007 по 12 сентября 2007 года личный состав отряда принимал участие в ОТУ «Форпост — 2007».

9 мая 2007 года личный состав 23 отряда специального назначения принимал участие в параде войск Челябинского гарнизона на площади Революции посвящённом 61-й годовщине великой Победы советского народа в ВОВ 1941-45 гг.

С 29 января по 21 февраля 2007 года личный состав 23 отряда специального назначения принимал участие в оперативно-тактическом учении «Атом-Защита 2007» по предотвращению проникновения в ЗАТО.

С 25 сентября 2007 года по 20 июля 2008 года резерв отряда выполнял служебно-боевые задачи в составе ОГВ(с) на территории Чеченской республики.

### 2008 год
С 4 февраля по 14 марта 2008 года личный состав 23 отряда специального назначения привлекался к участию в тактико-специальном учении на объектах Южно-Уральской железной дороги в рамках контртеррористической операции «Сигнал 2008».

С 11 по 17 мая 2008 года в соответствии с планом проведения антитеррористических учений Челябинской области личный состав 23 отряда специального назначения участвовал в командно-штабном учении «Метель-налёт 2008».

С 6 по 17 октября 2008 года личный состав 23 отряда специального назначения принимал участие в командно-штабном учении «Набат — Челябинск 2008».

### 2009 год
С 14 января по 19 августа 2009 года резерв отряда в количестве 200 человек выполнял служебно-боевые задачи в составе ОГВ(с) на территории Чеченской республики.

С 9 по 21 мая 2009 года личный состав 23 отряда специального назначения принимал участие в пограничной операции «Добрая воля 2009».
24 декабря 2009 года приказом министра внутренних дел РФ отряду «Оберег» было вручено боевое знамя.

### 2010 год
С 10 февраля по 20 августа 2010 года резерв отряда выполнял служебно-боевые задачи в составе ОГВ(с) на территории Чеченской республики.

С 12 по 17 июля 2010 года личный состав 23 отряда специального назначения принимал участие обеспечению общественной безопасности в г. Екатеринбург при проведении 10 Российско-Германского форума «Петербургский диалог».

С 30 октября по 4 ноября 2010 года личный состав 23 отряда специального назначения участвовал в командно-штабном учении «Набат-Магнитогорск 2010»

С 16 по 19 ноября 2010 года личный состав 23 отряда специального назначения принимал участие в обеспечении общественной безопасности при посещении г. Екатеринбург председателем правительства РФ Путиным В. В.

24 октября 2010 года на праздновании Дня спецназа в отряде был заложен памятник «Бойцу спецназа».

### 2011 год
С 29 января по 02 февраля 2011 года личный состав 23 отряда специального назначения принимал участие в обеспечении общественной безопасности в городе Екатеринбурге при посещении президентом РФ Медведевым Д. А. промышленных предприятий в г. Екатеринбург и Свердловской области.
С 01 по 10 февраля 2011 года личный состав 23 отряда специального назначения участвовал в командно-штабном учении с национальным антитеррористическим комитетом ФСБ России «Метель-Газы 2011».
C 18 августа по 28 сентября 2011 года личный состав 23 отряда специального назначения принимал активное участие в учениях «Центр 2011».
С 11 августа 2011 по февраль 2012 года резерв отряда выполнял служебно-боевые задачи в составе ОГВ(с) на территории Чеченской республики.
С августа 2012 года отряд выполняет служебно-боевые задачи в составе ОГВ(с) на территории Чеченской республики.
В августе этого же года отряд участвовал в поимке цыганского криминального авторитета Егора Сысова

### 2013
23 мая 2013 года на территории отряда открыт памятник бойцам «Оберега», погибшим при исполнении воинского долга на Северном Кавказе.

### 2022
Отряд принимал участие во вторжении России на Украину. 13 апреля 2022 года погибли 7 членов отряда в боях в Херсонской области, все погибшие посмертно были награждены орденами Мужества.

## Факты
Отряд специального назначения внутренних войск МВД России (войсковая часть 6830) сформирован 17 июля 2002 года на основании приказа Министра внутренних дел России, дислоцируется в Советском районе города Челябинск и организационно входит в состав Уральского регионального командования внутренних войск МВД России.
Командир отряда (09.12.11-5.12.2015.) полковник Задорожный Сергей Вячеславович.
Отряд — одна из основных силовых составляющих оперативного штаба национального антитеррористического комитета при УФСБ по Челябинской области. Являясь оперативным резервом Федерального оперативного штаба, личный состав отряда принимает участие в выполнении мероприятий антитеррористической направленности как на территории Уральского федерального округа, так и за его пределами.
Численность отряда около 500 человек. Более 350 военнослужащих имеют боевой опыт, являются ветеранами боевых действий. За 10 — летнюю историю, личный состав отряда выполнял в общей сложности, более 5-лет служебно-боевые задачи в Северо-Кавказском регионе РФ.
23 февраля 2006 года главой администрации г. Челябинска М. Юревичем за активное участие в общественной жизни города и проводимую работу по военно-патриотическому воспитанию молодёжи вручено почётное знамя «От трудящихся г. Челябинска».
Приказом Министра внутренних дел № 782 от 15.10.2009 года 23 отряду специального назначения 12 декабря 2009 года было вручено Боевое знамя.
Военнослужащие и ветераны отряда активно проводят мероприятия по военно-патриотическому воспитанию допризывной молодёжи Челябинской области, на базе отряда проводятся Уроки мужества, экскурсии с выставками вооружения и техники подразделений спецназа.
Всего в отряде погибло при выполнении воинского долга 12 военнослужащих.
За отрядом для оказания помощи закреплено 11 семей погибших при выполнении воинского долга военнослужащих внутренних войск, в том числе семья Героя России Ибрагимова Тимура Франиловича.
Награждены:
- Золотой звездой Героя России — 2 человека: сержант Эпов Евгений Юрьевич (посмертно) и прапорщик Катунькин Артём Викторович
- Орденом Мужества 23 военнослужащих отряда (из них 9 — посмертно).
- Орденом «За заслуги перед Отечеством» — 7 в/сл.
- Медалью «За Отвагу» — 7 в/сл.
- Медалью «Суворова» — 14 в/сл.
- Медалью «Жукова» — 19 в/сл.
- Медалью «За боевые заслуги» — 1 в/сл.

23 мая 2013 года на территории отряда состоялось открытие памятника, посвящённого военнослужащим, павшим при исполнении воинского долга на Северном Кавказе. Автор памятника — Виктор Маркунасов. Открыли памятник командующий войсками Уральского регионального командования внутренних войск МВД России генерал-лейтенант Александр Порядин и командир отряда полковник Сергей Задорожный. Памятник посвящён событиям 23 мая 2006 года, тогда при проведении специальных мероприятий в Веденском районе Чеченской республики отряд «Оберег» понёс большие потери в столкновении с бандитами.